# Düssel-Wupper-Express
| |                     |                        |                         |
| Streckenlänge: | 41,7 km             |                        |                         |
| |                     |                        |                         |
| Verkehrsunternehmen: | Regiobahn           |                        |                         |
| Bundesland (D): | Nordrhein-Westfalen |                        |                         |
| Verlauf |                     |                        |                         |
| \| \| 0 \| Remscheid-Lennep \| RE, S \| \| \| 5 \| Remscheid Hbf \| RE, S \| \| \| 8 \| Remscheid-Güldenwerth \| RE, S \| \| \| 16 \| Solingen Mitte \| RE, S \| \| \| 17 \| Solingen Grünewald \| RE, S \| \| \| 22 \| Solingen Hbf \| ICE, IC, RE, RB, S \| \| \| 30 \| Hilden \| RE, S \| \| \| 37 \| Düsseldorf-Eller Mitte \| RE, S \| \| \| 42 \| Düsseldorf Hbf \| ICE, THA, IC, RE, RB, S \| |                     |                        |                         |
| | 0                   | Remscheid-Lennep       | RE, S                   |
| Bahnhof mit S-Bahn-Halt | 5                   | Remscheid Hbf          | RE, S                   |
| Bahnhof mit S-Bahn-Halt | 8                   | Remscheid-Güldenwerth  | RE, S                   |
| Bahnhof mit S-Bahn-Halt | 16                  | Solingen Mitte         | RE, S                   |
| | 17                  | Solingen Grünewald     | RE, S                   |
| Bahnhof mit S-Bahn-Halt | 22                  | Solingen Hbf           | ICE, IC, RE, RB, S      |
| Bahnhof mit S-Bahn-Halt | 30                  | Hilden                 | RE, S                   |
| | 37                  | Düsseldorf-Eller Mitte | RE, S                   |
| | 42                  | Düsseldorf Hbf         | ICE, THA, IC, RE, RB, S |

Der Düssel-Wupper-Express (RE 47) ist eine Regional-Express-Zugverbindung im Verkehrsverbund Rhein-Ruhr. Seit August 2023 ist der Betrieb dieser Linie aufgrund fehlender Fahrzeugverfügbarkeit eingestellt. Sie sollte im Stundentakt die beiden Großstädte Remscheid und Solingen sowie die Mittelstadt Hilden mit der Landeshauptstadt Düsseldorf verbinden. Eingeführt wurde sie zum Fahrplanwechsel am 11. Dezember 2022.
Der Düssel-Wupper-Express sollte vor allem als Verstärkerlinie der beiden S-Bahn-Linien S 1 und S 7 dienen. Zudem entfiel das Umsteigen in Solingen Hauptbahnhof. Davon profitierten die Fahrgäste aus Remscheid und dem innerstädtischen Bereich der Stadt Solingen. Die Fahrzeit von Remscheid-Lennep nach Düsseldorf Hauptbahnhof verkürzte sich durch die neue Verbindung um neun Minuten. Der RE 47 war eine wichtige Verbindung für Pendler aus dem nördlichen Oberbergischen Kreis in Richtung Düsseldorf. Er wird zwischenzeitlich durch SEV-Omnibusse ersetzt.
Zwischen Remscheid und Solingen wird die höchste Eisenbahnbrücke Deutschlands, die Müngstener Brücke, überfahren.
Betreiber ist die in Mettmann beheimatete Regiobahn.

## Benennung
Die Bezeichnung „Düssel-Wupper-Express“ trägt die Linie, da in Düsseldorf die Düssel und zwischen Solingen und Remscheid die Wupper gequert wird. Die Liniennummer „RE 47“ leitet sich von der ehemaligen Regionalbahn RB 47 (Solingen–Remscheid–Wuppertal; heute S 7) ab.

## Tarif
Auf der kompletten Länge des Zuglaufes gilt der Tarif des Verkehrsverbundes Rhein-Ruhr (VRR). Darüber hinaus findet auch der landesweite NRW-Tarif Anwendung.

## Fahrzeugeinsatz

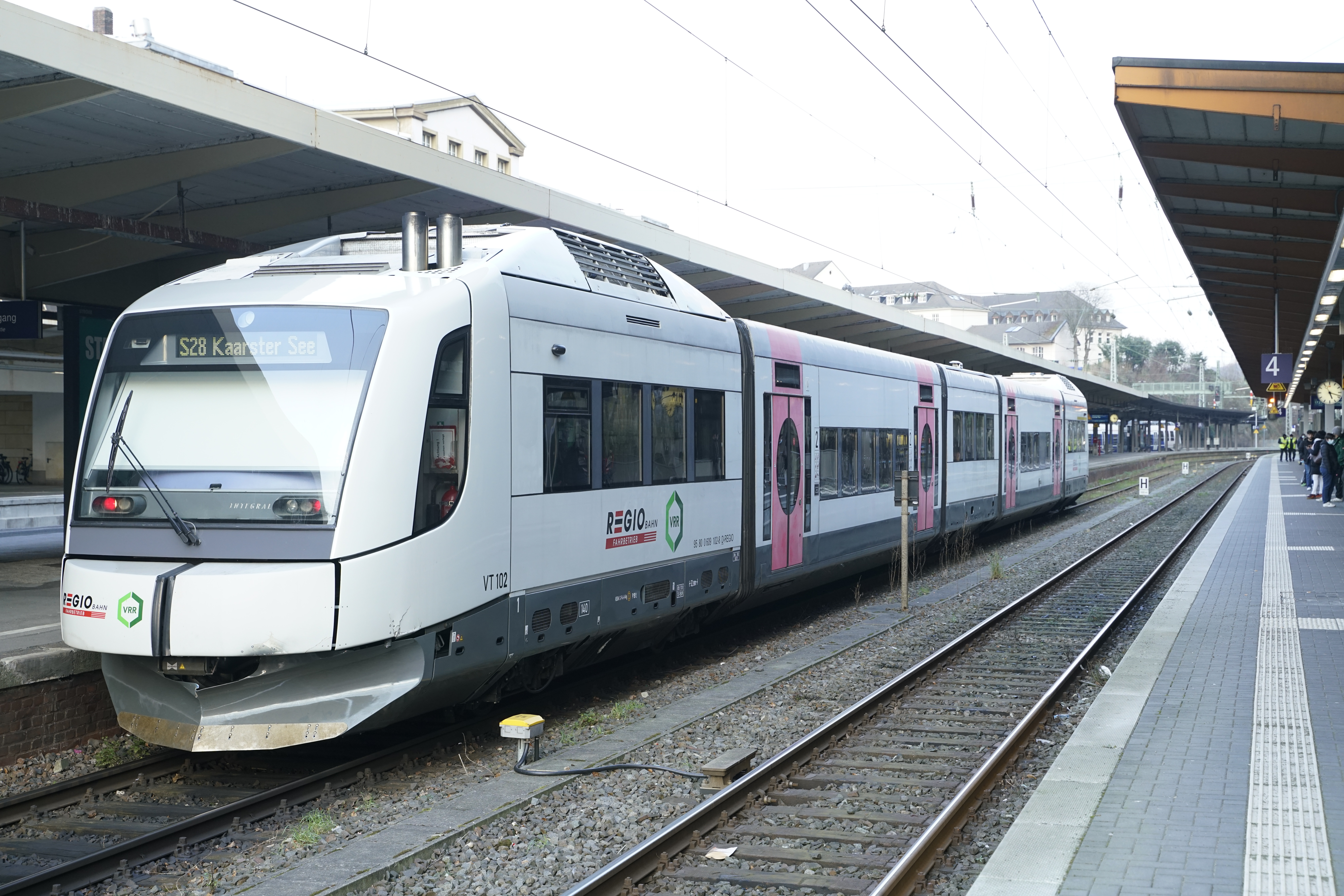
Fahrzeug des Typs Integral S5D95

Die Bahnstrecke Solingen–Remscheid ist nicht elektrifiziert. Daher kamen hier dieselbetriebene Integral S5D95 zum Einsatz. Die Fahrzeuge werden in der Betriebsstelle der Regiobahn in Mettmann Stadtwald gewartet.
Im September 2024 wurde bekannt, dass der Ausfall des Schienenverkehrs bis Ende 2025 andauern wird.
Am 2. Dezember 2024 gaben die Regiobahn und Siemens Mobility den Einsatz von drei von Smart Train Lease angemieteten batterieelektrischen Mireo-Plus-B-Triebzügen für 5,5 Jahre ab Sommer 2026 bekannt.